# Джиммі Весі
Джиммі Весі (англ. Jimmy Vesey; нар. 26 травня 1993, Бостон) — американський хокеїст, крайній нападник клубу НХЛ «Колорадо Аваланч». Гравець збірної команди США.

## Ігрова кар'єра
Хокейну кар'єру розпочав 2009 року.
2012 року був обраний на драфті НХЛ під 66-м загальним номером командою «Нашвілл Предаторс».
20 серпня 2016 року Джиммі підписав контракт з «Нью-Йорк Рейнджерс». 17 жовтня 2016 року Весі відзначився голом в переможній грі 7–4 проти  «Сан-Хосе Шаркс».
12 березня 2018 року Джиммі відзначився першим хет-триком в переможній грі 6–3 проти «Кароліна Гаррікейнс».
1 липня 2019 року «Баффало Сейбрс» знову придбали Весі в обмін на поступки «Рейнджерс» у наступному драфті НХЛ.
11 жовтня 2020 року на правах вільного агента Джиммі уклав однорічну угоду з «Торонто Мейпл-Ліфс».
17 березня 2021 року американець перейшов до «Ванкувер Канакс».
14 вересня 2021 року Джиммі та «Нью-Джерсі Девілс» підписали однорічну угоду.
9 жовтня 2022 року підписав однорічний контракт з клубом НХЛ «Нью-Йорк Рейнджерс». 4 січня 2023 року сторони продовжили умови угоди ще на два роки.

## На рівні збірних
Був гравцем молодіжної збірної США, у складі якої брав участь у 7 іграх.
У складі національної збірної США став бронзовим призером чемпіонату світу 2015 року.

## Статистика

### Клубні виступи
| 2009–10      | Белмонт                  | HS-Prep      | 30  | 13  | 17 | 30  |     | —  | — | — | — | —  |
| 2010–11      | Белмонт                  | HS-Prep      | 32  | 23  | 12 | 35  | 30  | —  | — | — | — | —  |
| 2011–12      | «Соут Шор Кінгс»         | СЮХЛ         | 45  | 48  | 43 | 91  | 52  | 6  | 5 | 3 | 8 | 2  |
| 2012–13      | Гарвардський університет | НКАА         | 27  | 11  | 7  | 18  | 25  | —  | — | — | — | —  |
| 2013–14      | Гарвардський університет | НКАА         | 31  | 13  | 9  | 22  | 14  | —  | — | — | — | —  |
| 2014–15      | Гарвардський університет | НКАА         | 37  | 32  | 26 | 58  | 21  | —  | — | — | — | —  |
| 2015–16      | Гарвардський університет | НКАА         | 33  | 24  | 22 | 46  | 6   | —  | — | — | — | —  |
| 2016–17      | «Нью-Йорк Рейнджерс»     | НХЛ          | 80  | 16  | 11 | 27  | 26  | 12 | 1 | 4 | 5 | 9  |
| 2017–18      | «Нью-Йорк Рейнджерс»     | НХЛ          | 79  | 17  | 11 | 28  | 20  | —  | — | — | — | —  |
| 2018–19      | «Нью-Йорк Рейнджерс»     | НХЛ          | 81  | 17  | 18 | 35  | 21  | —  | — | — | — | —  |
| 2019–20      | «Баффало Сейбрс»         | НХЛ          | 64  | 9   | 11 | 20  | 15  | —  | — | — | — | —  |
| 2020–21      | «Торонто Мейпл-Ліфс»     | НХЛ          | 30  | 5   | 2  | 7   | 4   | —  | — | — | — | —  |
| 2020–21      | «Ванкувер Канакс»        | НХЛ          | 20  | 0   | 3  | 3   | 6   | —  | — | — | — | —  |
| 2021–22      | «Нью-Джерсі Девілс»      | НХЛ          | 68  | 8   | 7  | 15  | 12  | —  | — | — | — | —  |
| 2022–23      | «Нью-Йорк Рейнджерс»     | НХЛ          | 81  | 11  | 14 | 25  | 20  | 7  | 0 | 1 | 1 | 10 |
| 2023–24      | «Нью-Йорк Рейнджерс»     | НХЛ          | 80  | 13  | 13 | 26  | 20  | 12 | 1 | 2 | 3 | 2  |
| 2024–25      | «Нью-Йорк Рейнджерс»     | НХЛ          | 33  | 4   | 2  | 6   | 0   | —  | — | — | — | —  |
| Усього в НХЛ | Усього в НХЛ             | Усього в НХЛ | 616 | 100 | 92 | 192 | 144 | 31 | 2 | 7 | 9 | 21 |

### Збірна
| Рік                | Команда            | Турнір             | Місце              | І | Г | П | О | ШХ |
| ------------------ | ------------------ | ------------------ | ------------------ | - | - | - | - | -- |
| 2013               | США                | МЧС                | 1                  | 7 | 1 | 4 | 5 | 2  |
| 2015               | США                | ЧС                 | 3                  | 9 | 0 | 3 | 3 | 0  |
| Молодіжна збірна   | Молодіжна збірна   | Молодіжна збірна   | Молодіжна збірна   | 7 | 1 | 4 | 5 | 2  |
| Національна збірна | Національна збірна | Національна збірна | Національна збірна | 9 | 0 | 3 | 3 | 0  |